# CitySpire Center
CitySpire Center este al nouălea dintre cei mai înalți zgârie-nori din New York City, numărând 75 etaje și 248 m înălțime. A fost construit după un proiect de Helmut Jahn și finisat în anul 1987.
1. ↑   http://www.skyscrapercenter.com/building/cityspire/895 Lipsește sau este vid: |title= (ajutor)